# Cristália
Cristália is een gemeente in de Braziliaanse deelstaat Minas Gerais. De gemeente telt 5.961 inwoners (schatting 2009).

## Aangrenzende gemeenten
De gemeente grenst aan Berilo, Botumirim, Grão Mogol en José Gonçalves de Minas.